# 彭塔扎克蒂洛斯山
35°18′N 33°20′E / 35.300°N 33.333°E

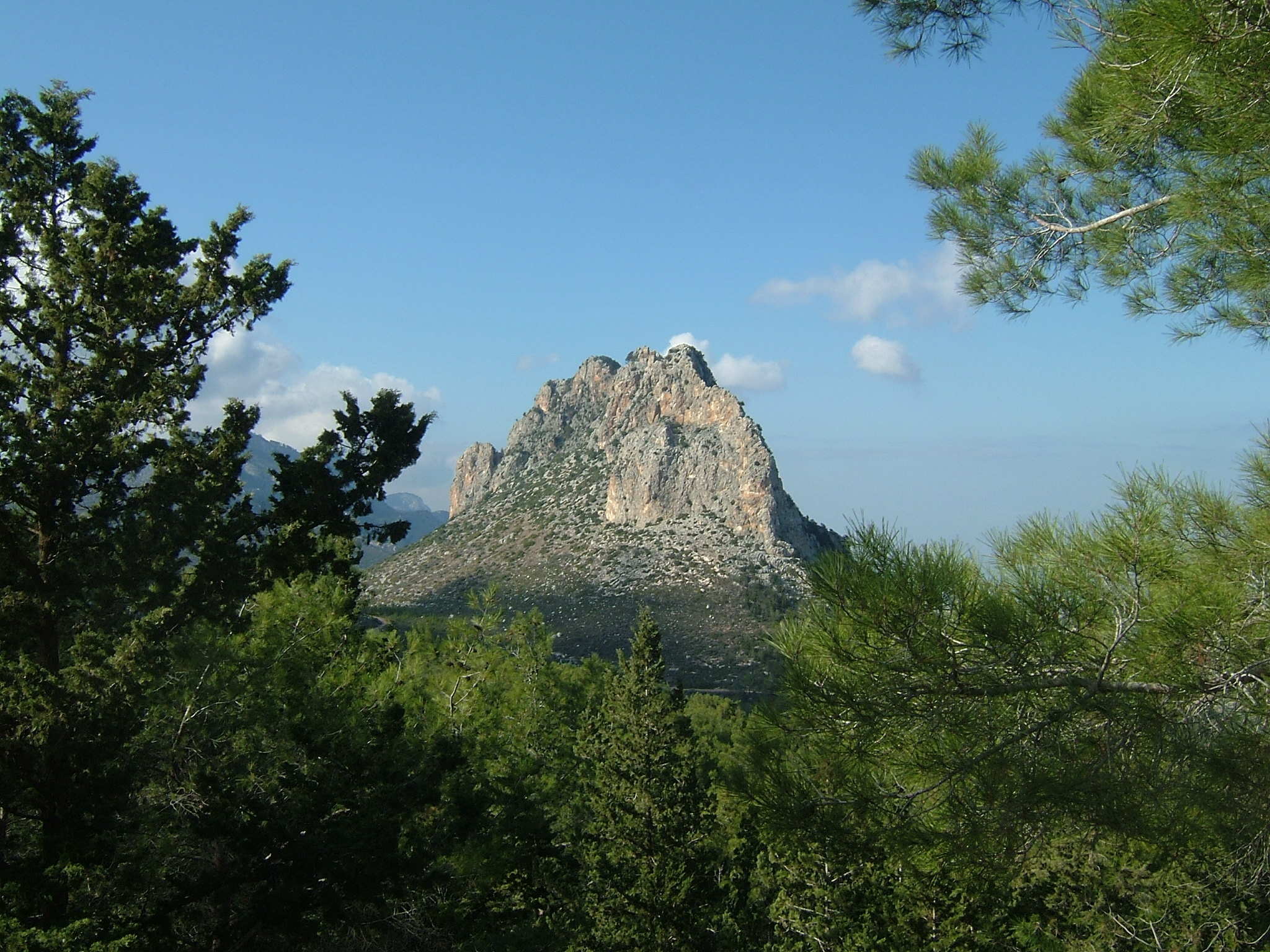

彭塔扎克蒂洛斯山是北塞浦路斯的山體，屬於凱里尼亞山脈的西部，長約170公里、寬8至10公里，全長160公里，最高點海拔高度1,024米，1995年發生的山火燒毀該地區大部分範圍。